# Неравенство Пу
Неравенство Пу даёт нижнюю оценку на площадь проективной плоскости с римановой метрикой через длину кратчайшей нестягиваемой замкнутой кривой.
Является одним из фундаментальных утверждений систолической геометрии.
Неравенство доказал Баомин Пу в своей диссертации защищённой под руководством Чарльза Левнера

## Формулировки

### Оригинальная
Пусть {\displaystyle g} есть риманова метрика на вещественной проективной плоскости {\displaystyle \mathbb {R} \mathrm {P} ^{2}}.
Тогда
{\displaystyle S\geq {\frac {2}{\pi }}\cdot \ell ^{2},}
где {\displaystyle S} — площадь {\displaystyle (\mathbb {R} \mathrm {P} ^{2},g)}, a {\displaystyle \ell } — его ситоль, то есть длина кратчайшей нестягиваемой кривой в {\displaystyle (\mathbb {R} \mathrm {P} ^{2},g)}.
Более того равенство достигается только для канонической метрики с точностью до умножения на положительную постоянную.

### Через филинг-объём
Филинг окружности длины {\displaystyle 2{\cdot }\pi } диском имеет площадь не меньше чем площадь полусферы.
Более того, в случае равенства диск изометричен полусфере.

#### Замечание
- Гипотеза Громова состоит в том, что то же неравенство выполняется для произвольных филингов (не обязательно гомеоморфных диску).